# ناتالیا زاسولسکایا
ناتالیا زاسولسکایا (انگلیسی: Natalya Zasulskaya؛ زادهٔ ۲۸ مهٔ ۱۹۶۹) بازیکن بسکتبال اهل روسیه بود.